# Iphiseiodes quadripilis
Iphiseiodes quadripilis är en spindeldjursart som först beskrevs av Banks 1904.  Iphiseiodes quadripilis ingår i släktet Iphiseiodes och familjen Phytoseiidae. Inga underarter finns listade i Catalogue of Life.